# Cephus fumipennis
Cephus fumipennis är en stekelart som beskrevs av Eduard Friedrich Eversmann 1847. Cephus fumipennis ingår i släktet Cephus, och familjen halmsteklar. Arten har ej påträffats i Sverige.